# Spiraea thunbergii
Tuyết mai là loài thực vật có hoa trong họ Hoa hồng. Loài này được Siebold ex Blume miêu tả khoa học đầu tiên năm 1826.

## Hình ảnh

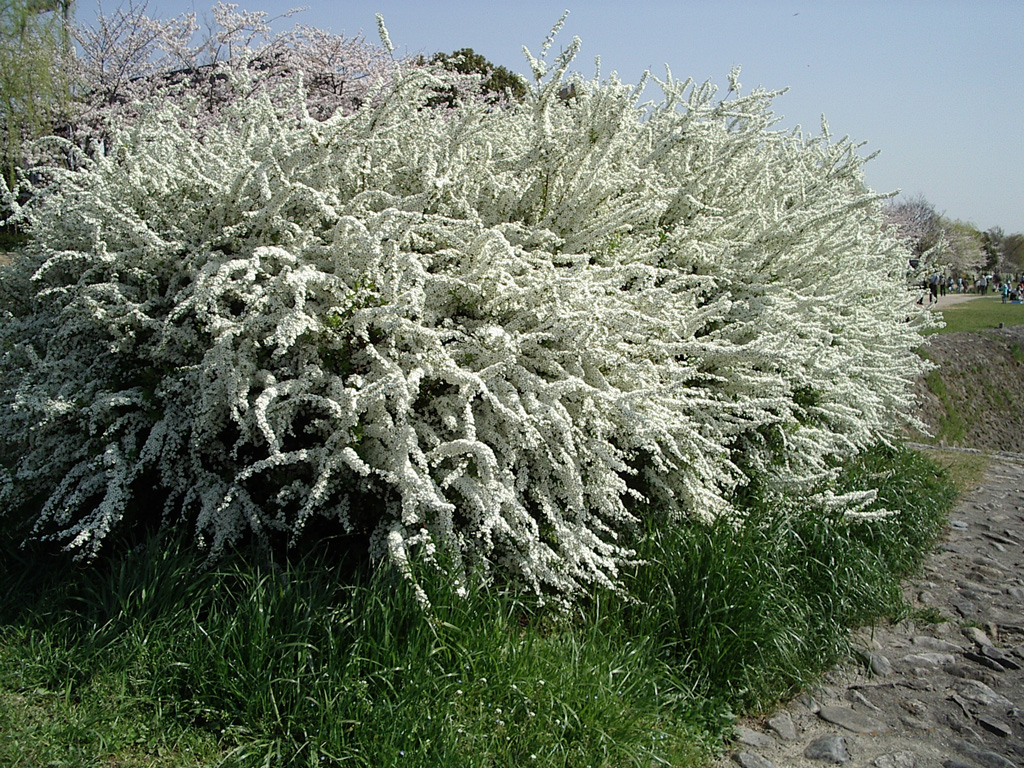
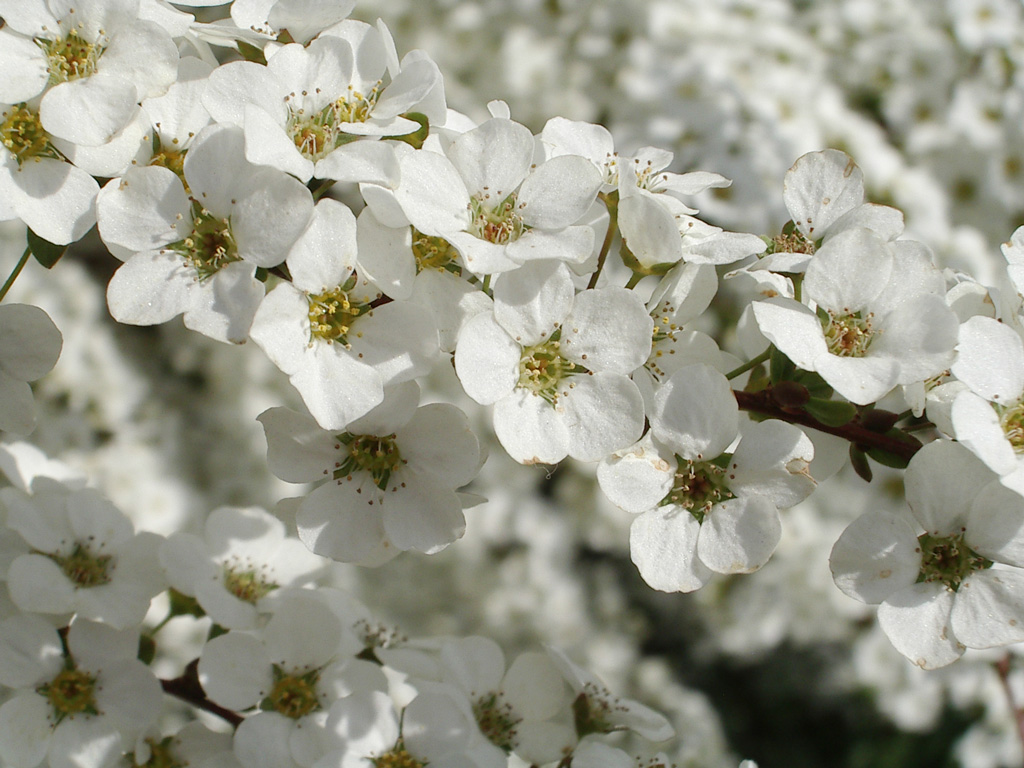
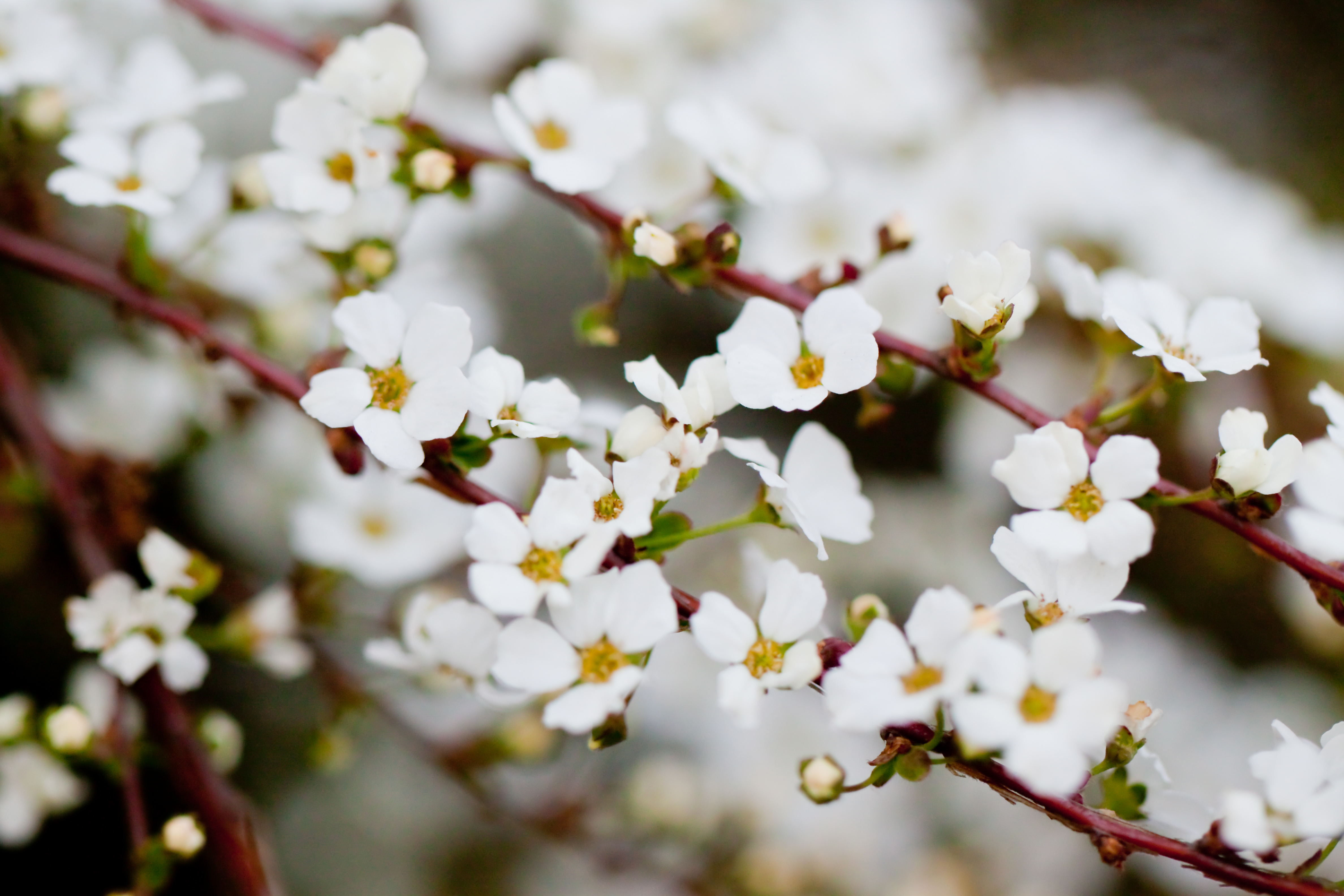
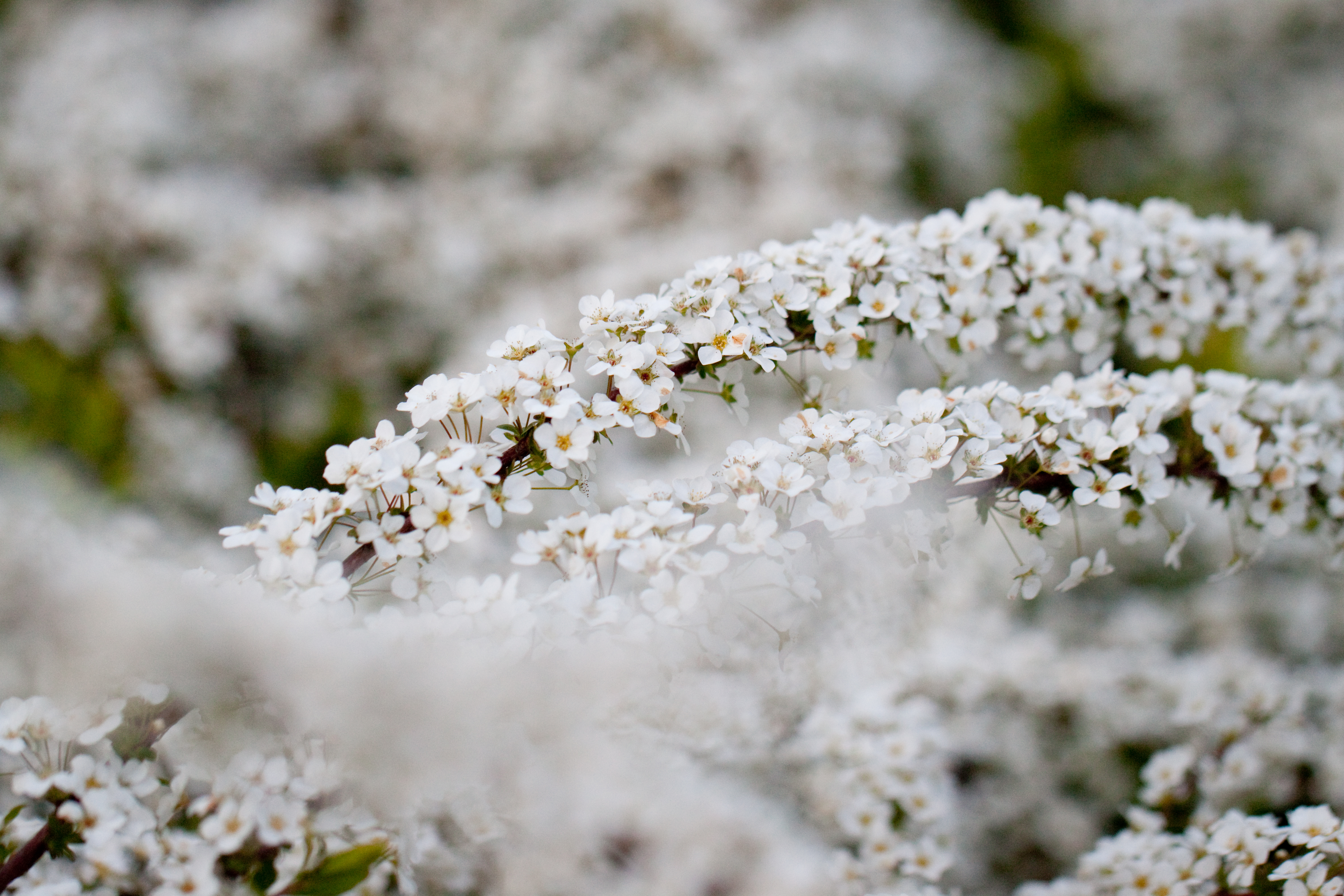